# 伊佐村
伊佐村（いざむら）は、兵庫県養父郡にあった村。現在の養父市八鹿町の東端、一部を除き円山川の右岸にあたる。

## 地理
- 山岳：須留岐山
- 河川：円山川

## 歴史
- 1889年（明治22年）4月1日 - 町村制の施行により、上小田村・下小田村・伊佐村・坂本村・大江村・岩崎村・浅間村の区域をもって発足。
- 1955年（昭和30年）2月1日 - 八鹿町・高柳村・宿南村と合併し、改めて八鹿町が発足。同日伊佐村廃止。

## 交通

### 鉄道路線
村域を日本国有鉄道の山陰本線が通過したが、駅は所在しなかった。八鹿駅が至近に所在。

### 道路
- 国道9号